# Tiușka, Boureni
Tiușka (în ucraineană Тюшка) este o comună în raionul Boureni, regiunea Transcarpatia, Ucraina, formată numai din satul de reședință.

## Demografie
Componența lingvistică a comunei Tiușka
     Ucraineană (99,76%)
     Alte limbi (0,24%)
Conform recensământului din 2001, majoritatea populației comunei Tiușka era vorbitoare de ucraineană (99,76%), existând în minoritate și vorbitori de alte limbi.